# Fernande Volral
Fernande Volral (Champigneulles, 7 de octubre de 1920–Wolfenbüttel (Alemania), 7 de agosto de 1944) fue una combatiente de la resistencia belga durante la Segunda Guerra Mundial, asesinada en una prisión alemana.

## Biografía
Fernande Volral nació en Champigneulles, cerca de Nancy, en octubre de 1920. En la década de 1930, su familia se trasladó a Charleroi (Bélgica). Ya adulta, se trasladó a Jette, donde se casó el 27 de abril de 1940. Instaló tienda de sombreros en la ciudad.
En 1941 conoció a Raoul Baligand, líder de los Partisanos Armados, y se unió a la resistencia clandestina belga. Al principio trabajó como agente de enlace, antes de unirse al grupo 10 de la rue de la Perle de Molenbeek-Saint-Jean. El grupo estaba afiliado al Frente Independiente, formado principalmente por antifascistas italianos que habían luchado en las Brigadas Internacionales durante la guerra civil española.

A finales de 1942, dirigió con éxito varias misiones de sabotaje con el grupo. El 23 de febrero de 1943 fue delatada a las autoridades fascistas. Cuando la policía alemana fue a arrestarla a su casa, se defendió, hiriendo a uno antes de ser sometida.

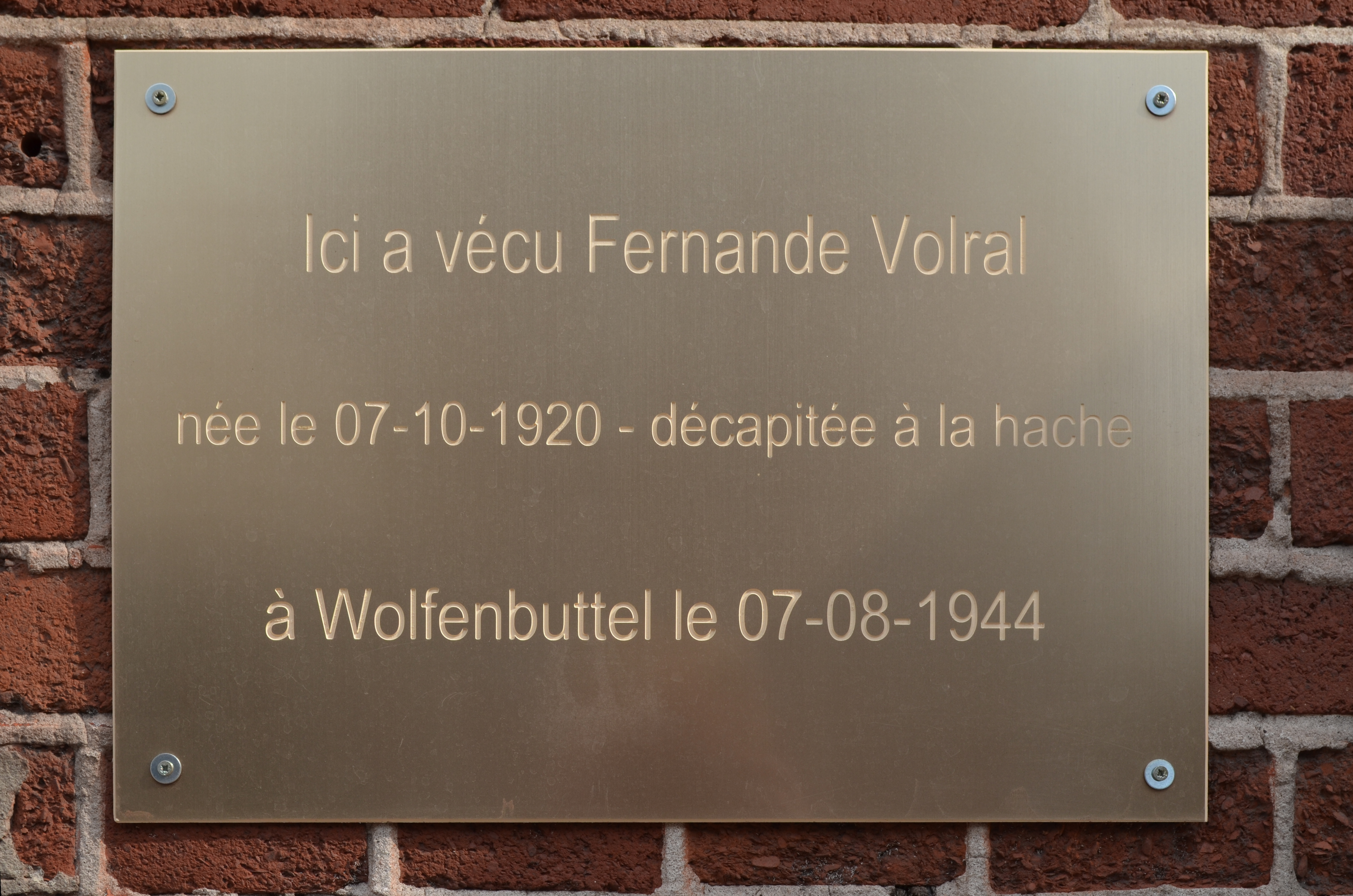
Placa en la Avenue des Alliés de Charleroi.

Estuvo encarcelada en la prisión de Saint-Gilles hasta que fue deportada a Alemania para ser recluida en una prisión de Leer (Alemania) y juzgada por el Tribunal Popular. Su juicio se celebró el mismo día que el de Marguerite Bervoets y ambas fueron condenadas a la misma pena: la muerte. Luego fue trasladada a Wolfenbüttel, donde fue ejecutada por decapitación a principios de agosto de 1944.

## Legado
- En 1955, la ciudad de Jette bautizó una calle con su nombre.[4]
- En 2003 se colocó una placa conmemorativa en su honor en la Avenida de los Alliés de Charleroi.[5]
- En agosto de 2020, se bautizó con su nombre una calle de Charleroi.[6][7]